# Carrier (pigeon)
Pour les articles homonymes, voir Carrier.
Le Carrier, en anglais English Carrier (littéralement « Messager anglais ») est une race de pigeon domestique d'origine anglaise, appartenant au groupe des pigeons caronculés. Utilisée comme oiseau messager à l'origine, la race moderne est devenue un oiseau d'exposition.

## Étymologie
Le nom de la race vient du mot anglais carrier signifiant « messager » ou « transporteur », du verbe to carry (« porter »). Chez les anglophones, le mot carrier seul est ambigu, désignant plusieurs races de pigeon messager.

## Historique
Le Carrier est une race ancienne développée au Royaume-Uni et descendant du pigeon voyageur Persan. Il était déjà décrit au XVIIe siècle dans les ouvrages de l'ornithologue Francis Willughby. C'est un oiseau grand et robuste utilisé pour le transport de message.
Au XIXe siècle, la race perd peu à peu son usage de pigeon messager et devient un oiseau d'exposition. À cette époque, peu de couleurs sont présentes chez cette race. Les oiseaux de couleur unie noire sont les plus courants. Les oiseaux blancs ou d'un brun grisâtre (dun), unis ou tachetés, sont moins présents. Dans les années 1880 et 1890, le prix d'achat des meilleurs spécimens pouvaient atteindre £100. 

## Description

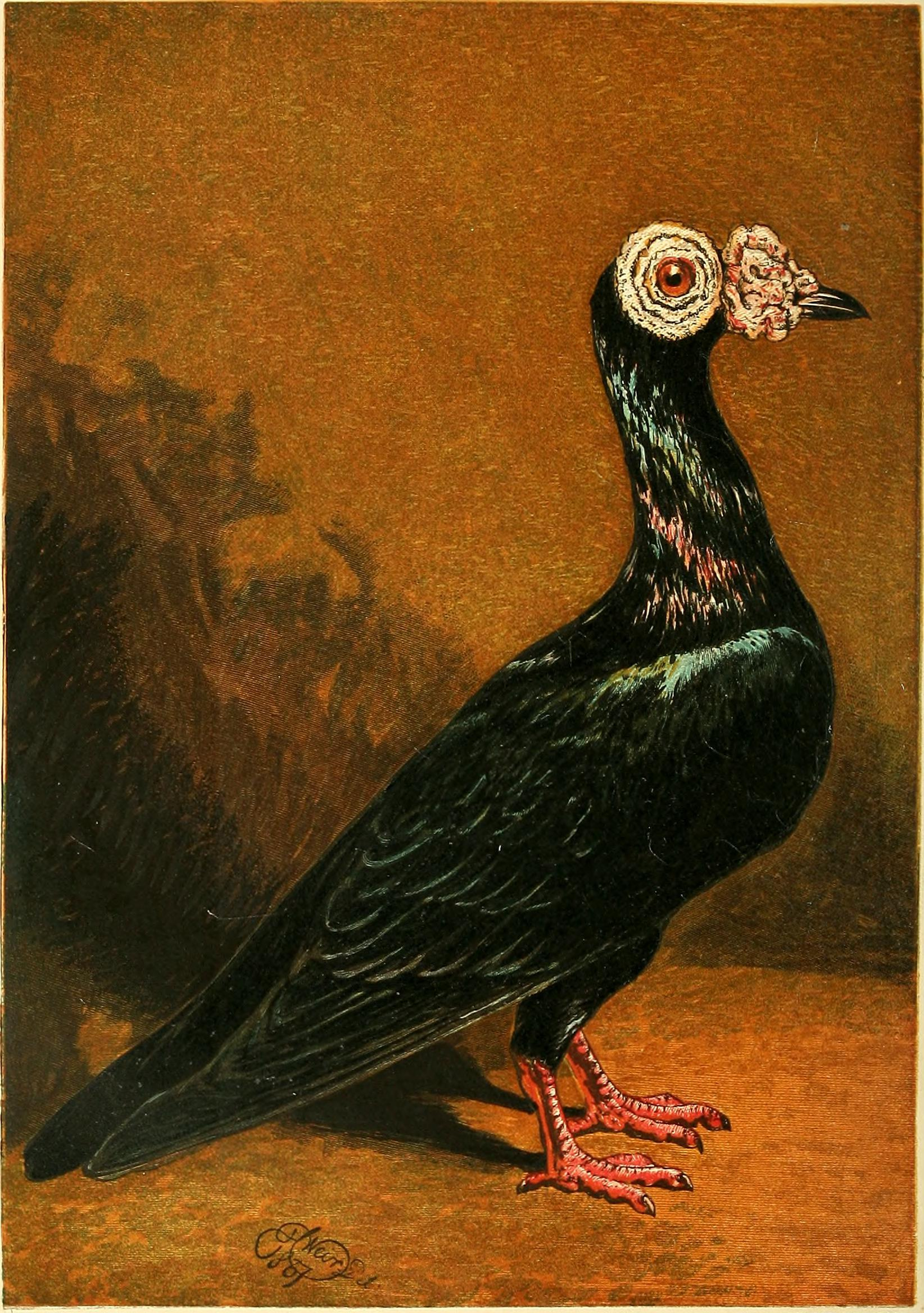
Pigeon Carrier noir (illustration de 1868).

Le Carrier a un corps allongé avec un long cou. Les ailes sont grandes avec les épaules saillantes. L'oiseau a une caroncule très développée autour des yeux et sur son long bec au niveau des narines. Les pattes sont nues et de couleur rouge.
L'oiseau atteint sa maturité tardivement. Les caroncules mettent plusieurs années à se développer. Celles du mâle sont plus imposantes que celles de la femelle.
Le standard moderne décrit un oiseau pouvant atteindre une taille de 47 cm et un poids de 650 g. Au début du XXIe siècle, treize classes de couleurs sont officiellement reconnues dans les concours et expositions.

## Élevage
C'est un oiseau robuste, bon parent et prolifique. Les oiseaux sont bagués avec une bague de 9 mm.

## Croisement
La race est utilisée dans divers croisements. Elle contribue ainsi à la création du Dragon, une autre race anglaise.